# Kateretes rufilabris
Kateretes rufilabris é uma espécie de insetos coleópteros polífagos pertencente à família Kateretidae.
A autoridade científica da espécie é Latreille, tendo sido descrita no ano de 1807.
Trata-se de uma espécie presente no território português.